# 後藤芳景
後藤 芳景（ごとう よしかげ、安政5年（1858年）‐大正11年（1922年））は、明治時代から大正時代にかけての大阪の浮世絵師。

## 来歴
一養亭芳滝の門人。姓は後藤、名は徳次郎。芳景、豊斎、また川津芳景とも号した。大坂に生まれる。一時は東京にも住んでいたこともあったが、明治12年（1879年）頃には大阪市西清水町5に、明治43年（1910年）には大阪南区塩町１丁目にすんでいた。明治6年（1873年）から明治30年（1897年）の頃にかけて役者絵のほかに明治風俗画や日清戦争の戦争絵を描いている。また、新聞の挿絵や雑誌の口絵なども描いている。

## 作品
- 「光氏・市川右団治　たそがれ・尾上多賀之丞」 中錦2枚続　明治6年11月　角座『東山桜草子』
- 「西南暴徒鎮定凱陣之将校天盃ｦ賜フ図」　大錦3枚続　明治10年　「川津芳景」の落款
- 「皇子後降誕之図」　大錦3枚続　明治12年
- 「平壌激戦大勝利之図」　大錦3枚続　明治27年
- 「蝶に桔梗」　大錦　「豊斎」の落款
- 『西南戦争始終』六編6冊　※明治10年、前田喜兵衛（大阪）版
- 『殿中舌戦記』 初編2冊　※明治12年、華本文昌堂（大阪）版
- 『千代の春噂の聞書』　※明治19年、石版舎（名古屋）版

## 参考図書
- 日本浮世絵協会編　『原色浮世絵大百科事典』第2巻　大修館書店、1982年